# Fregenia prolai
Fregenia prolai är en fjärilsart som beskrevs av Hartig 1947. Fregenia prolai ingår i släktet Fregenia och familjen mott. Inga underarter finns listade i Catalogue of Life.